# Тесла (филм из 2020)
Тесла (енгл. Tesla) амерички је биографски филм из 2020. године у режији и по сценарију Мајкла Алмерејде. Итан Хок тумачи српског научника Николу Теслу.
Премијерно је приказан 27. јануара 2020. године на Филмском фестивалу Санденс, док је од 21. августа приказиван у одабраним биоскопима и преко видеа на захтев.

## Радња
Животна прича човека који је, како кажу „измислио 20. век”, хронолошки прати Николу Теслу и његово време проведено у САД, низање његових кључних открића и сукоб с Томасом Алвом Едисоном.

## Улоге
| Глумац          | Улога                  |
| --------------- | ---------------------- |
| Итан Хок        | Никола Тесла           |
| Ив Хјусон       | Ен Морган              |
| Дони Кешаварц   | Џ. П. Морган           |
| Џош Хамилтон    | Роберт Андервуд Џонсон |
| Ебон Мос-Бакрак | Анита Сигети           |
| Луси Волтерс    | Кетрин Џонсон          |
| Џон Паладино    | Берк Кокран            |
| Мајкл Мастро    | Чарлс Пек              |
| Хана Грос       | Мина Едисон            |
| Питер Грин      | Николс                 |
| Блејк Делонг    | Вилијам Кемлер         |
| Карл Гери       | Франсис Аптон          |
| Џејмс Урбањак   | професор Ентони        |
| Џим Гафиган     | Џорџ Вестингхаус       |
| Кајл Маклохлан  | Томас Алва Едисон      |